# Alue Dama (Setia)
Alue Dama is een bestuurslaag in het regentschap Aceh Barat Daya van de provincie Atjeh, Indonesië. Alue Dama telt 1143 inwoners (volkstelling 2010).